# Anaclet Pons
Anaclet Pons (Adsubia, Alicante, 1959) es un historiador español especializado en historia cultural, historia social e historia digital.

## Trayectoria
Actualmente es catedrático de la Universidad de Valencia. En su trayectoria investigadora se ha ocupado de la historiografía, en especial de la historia social y la microhistoria, con libros como . Se ha dedicado también a la historia social contemporánea, prestando especial atención a la historia valenciana, como se refleja en sus libros La ciudad extensa y Los triunfos del burgués. Estampas valencianas del Ochocientos, entre otras. Buena parte de sus libros los ha escrito y publicado junto con su colega Justo Serna.  
Por otra parte, ha trabajado traduciendo varias obras historiográficas al castellano y al catalán.

## Obra
- La ciudad extensa (1992)
- Cómo se escribe la microhistoria (2000)
- La historia cultural: autores, obras y lugares (2005)[4]
- Diario de un burgués (2006)
- Los triunfos de un burgués (2011)
- El desorden digital. Guía para historiadores y humanistas (2013)